# Łubki (gromada w powiecie płockim)
Łubki – dawna gromada, czyli najmniejsza jednostka podziału terytorialnego Polskiej Rzeczypospolitej Ludowej w latach 1954–1972.
Gromady, z gromadzkimi radami narodowymi (GRN) jako organami władzy najniższego stopnia na wsi, funkcjonowały od reformy reorganizującej administrację wiejską przeprowadzonej jesienią 1954 do momentu ich zniesienia z dniem 1 stycznia 1973, tym samym wypierając organizację gminną w latach 1954–1972.
Gromadę Łubki z siedzibą GRN w Łubkach (w obecnym brzmieniu Stare Łubki) utworzono – jako jedną z 8759 gromad na obszarze Polski – w powiecie płockim w woj. warszawskim, na mocy uchwały nr VI/10/13/54 WRN w Warszawie z dnia 5 października 1954. W skład jednostki weszły obszary dotychczasowych gromad Krzykosy, Łubki, Łubki Nowe i Słupca ze zniesionej gminy Łubki oraz obszar dotychczasowej gromady Szulbory ze zniesionej gminy Staroźreby w tymże powiecie. Dla gromady ustalono 15 członków gromadzkiej rady narodowej.
29 lutego 1956 z gromady Łubki wyłączono część wsi Szulbory o powierzchni 16,42 ha włączając ją do gromady Zdziar Wielki w tymże powiecie.
31 grudnia 1961 gromadę zniesiono, włączając jej obszar do gromady Blichowo w tymże powiecie.